# كريغ مان (أنغلزي)
كريغ مان (بالإنجليزية: Cerrig Mân)‏ هي قرية تقع في المملكة المتحدة في ويلز.[بحاجة لمصدر]